# آيت مولاي ابراهيم (الشرفة)
آيت مولاي إبراهيم هو دُوَّار يقع بجماعة واكليم، إقليم تنغير، جهة درعة تافيلالت في المملكة المغربية. ينتمي الدوّار لمشيخة الشرفة التي تضم دوارين. يقدر عدد سكانه بـ 315 نسمة حسب الإحصاء الرسمي للسكان والسكنى لسنة 2004.

## وصلات خارجية
- البوابة الوطنية للجماعات الترابية
- المندوبية السامية للتخطيط